# Hans Rotter (Politiker)
Hans Rotter, auch Johann Rotter, (* 30. November 1868 in Wien; † 18. September 1945 ebenda) war ein österreichischer Politiker der Christlichsozialen Partei (CSP) und Heimatforscher.

## Ausbildung und Beruf
Nach dem fünfjährigen Besuch der Realschule ging er an eine Berufsschule und lernte den Beruf des Bäckers. Ab 1901 war er selbständiger Bäckermeister. Den Gewerbeschein hat er 1911 zurückgelegt, im Jahr 1927 aber wieder aufgenommen.

## Politische Funktionen
- 1918–1919: Mitglied des provisorischen Gemeinderates von Wien
- 1919–1925: Mitglied des Gemeinderates von Wien

## Politische Mandate
- 21. November 1924 bis 24. Mai 1932: Mitglied des Bundesrates (II., III. und IV. Gesetzgebungsperiode), CSP

## Publikationen
- 1918: Die Josefstadt. Geschichte des 8. Wiener Gemeindebezirks
- 1925: Neubau. Ein Handbuch des 7. Wiener Gemeindebezirks
- 1926, gemeinsam mit Adolf Schmieger: Das Ghetto in der Wiener Leopoldstadt
- 1929: Penzing
- 1929: Die Wiener Bäcker von 1400 bis 1814, Artikelserie in der Österreichischen Bäckerzeitung